# James Fox (aktor)
James Fox, właśc. William Fox (ur. 19 maja 1939 w Londynie) – angielski aktor filmowy, teatralny i telewizyjny. Odznaczony Orderem Imperium Brytyjskiego. W 1983 roku opublikował książkę Comeback: An Actor's Direction.
Jego starszy brat Edward Fox jest także aktorem. W latach 60. związany był z Sarah Miles. W 1973 ożenił się z Mary Elizabeth Piper, z którą ma czterech synów: Thomasa (ur. 1975), Robina (ur. 1976), Laurence’a (ur. 1978) i Jacka (ur. 1985) oraz córkę Lydię (ur. 1979).

## Filmografia

### Filmy fabularne
- 1962: Samotność długodystansowca jako Gunthorpe
- 1963: Służący jako Tony
- 1965: Ci wspaniali mężczyźni w swych latających maszynach jako Richard Mays
- 1965: Król szczurów (King Rat) jako porucznik lotnictwa Peter Marlowe
- 1966: Obława (The Chase) jako Jason „Jake” Rogers
- 1967: Na wskroś nowoczesna Millie jako James Van Hossmere/Jimmy Smith
- 1967: Arabella jako Giorgio
- 1967: Isadora jako Gordon Craig
- 1970: Przedstawienie jako Chas/Johnny Dean
- 1984: Greystoke: Legenda Tarzana, władcy małp jako lord Charles Esker
- 1984: Podróż do Indii (A Passage to India) jako Richard Fielding
- 1986: Absolutni debiutanci jako Henley of Mayfair, krawiec królowej
- 1990: Wydział Rosja (The Russia House) jako Ned
- 1992: Czas patriotów (Patriot Games) jako lord William Holmes
- 1993: Okruchy dnia (The Remains of the Day) jako lord Darlington
- 1994: Jądro ciemności jako Gosse
- 1997: Anna Karenina jako Aleksiej Aleksandrowicz Karenin
- 1998: W strefie cienia jako Landon-Higgins
- 1999: Mickey Niebieskie Oko (Mickey Blue Eyes) jako Philip Cromwell
- 2000: Ostatnie lato jako sir Edgar Swift
- 2000: Sexy Beast jako Harry
- 2000: Złota jako pułkownik Bob Assingham
- 2004: Książę i ja jako król Haraald
- 2005: Charlie i fabryka czekolady (Charlie and the Chocolate Factory) jako pan Salt
- 2009: Sherlock Holmes jako sir Thomas Rotheram
- 2014: Rosamunde Pilcher: Moje nieznane serce (Rosamunde Pilcher: Mein unbekanntes Herz, TV) jako Ludlow

### Seriale TV
- 2004: Poirot: Śmierć na Nilu (Death on the Nile) jako pułkownik Race
- 2005: Agatha Christie: Panna Marple jako pułkownik Arthur Bantry
- 2005: Ucieczka z Colditz jako porucznik Jimmy Fordham
- 2005: Absolute Power jako Gerald Thurnham
- 2007: Budząc zmarłych jako dr Bruno Rivelli
- 2008: Nowe triki jako Ian Figgis
- 2010: Morderstwa w Midsomer jako sir Michael Fielding
- 2012: Przygody Merlina jako król Rodor
- 2013: Downton Abbey jako lord Aysgarth
- 2013: Utopia jako asystent